# Брюз (кантон)
Брюз (фр. Bruz) — кантон во Франции, находится в регионе Бретань, департамент Иль и Вилен. Входит в состав округа Ренн.

## История
До 2015 года в состав кантона входили коммуны Брюз, Бургбарре, Нуаяль-Шатийон-сюр-Сеш, Оржер, Пон-Пеан, Сент-Эрблон, Шартр-де-Бретань.
В результате реформы 2015 года состав кантона был изменен.

## Состав кантона с 22 марта 2015 года
В состав кантона входят коммуны (население по данным Национального института статистики за 2018 г.):
- Брюз (18 516 чел.)
- Лайе (5 069 чел.)
- Нуаяль-Шатийон-сюр-Сеш (6 885 чел.)
- Пон-Пеан (4 437 чел.)
- Шартр-де-Бретань (8 023 чел.)

## Политика
На президентских выборах 2022 г. жители кантона отдали в 1-м туре Эмманюэлю Макрону 36,6 % голосов против 21,6 % у Жана-Люка Меланшона и 14,5 % у Марин Ле Пен; во 2-м туре в кантоне победил Макрон, получивший 75,3 % голосов. (2017 год. 1 тур: Эмманюэль Макрон – 34,8 %, Жан-Люк Меланшон – 19,4 %, Франсуа Фийон – 17,6 %, Марин Ле Пен – 11,3 %; 2 тур: Макрон – 82,4 %. 2012 год. 1 тур: Франсуа Олланд — 34,5 %, Николя Саркози — 23,3 %, Франсуа Байру — 13,4 %, Марин Ле Пен — 11,1 %; 2 тур: Олланд — 59,3 %).
С 2021 года кантон в Совете департамента Иль и Вилен представляют вице-мэр города Шартр-де-Бретань Сесиль Бутон (Cécile Bouton) (Социалистическая партия) и мэр города Нуаяль-Шатийон-сюр-Сеш Себастьен Гере (Sébastien Guéret) (Разные левые).
|                | Кандидаты                         | Партия                   | Первый тур | Первый тур     | Второй тур | Второй тур |
| Кол-во голосов | Кандидаты                         | Партия                   | % голосов  | Кол-во голосов | % голосов  |            |
| -------------- | --------------------------------- | ------------------------ | ---------- | -------------- | ---------- | ---------- |
|                | Сесиль Бутон Себастьен Гере       | Разные левые             | 2 969      | 29,79          | 5 385      | 56,67      |
|                | Карин Флоре-Бурюмо Жан-Рене Уссен | Разные центристы         | 2 649      | 26,58          | 4 117      | 43,33      |
|                | Анн Мильвуа Луи Туртье            | Европа Экология Зелёные  | 2 094      | 21,01          |            |            |
|                | Давид Рюо Сесиль Тома             | Национальное объединение | 1 476      | 14,81          |            |            |
|                | Сирил Журне Елена Ле Пер          | Прочие                   | 779        | 7,82           |            |            |

|                | Кандидаты                        | Партия                  | Первый тур | Первый тур     | Второй тур | Второй тур |
| Кол-во голосов | Кандидаты                        | Партия                  | % голосов  | Кол-во голосов | % голосов  |            |
| -------------- | -------------------------------- | ----------------------- | ---------- | -------------- | ---------- | ---------- |
|                | Филипп Боннель Сандрин Роль      | Социалистическая партия | 5 400      | 38,02          | 7 406      | 54,64      |
|                | Дельфин Бойе-Эло Огюст Луапр     | Правый блок             | 4 554      | 32,06          | 6 149      | 45,36      |
|                | Селин Леломье Жан-Клод Потен     | Национальный фронт      | 2 401      | 16,90          |            |            |
|                | Катрин Брюж Филипп Годен         | Разные левые            | 1 029      | 7,24           |            |            |
|                | Патрик Бергонь Мари-Кристин Шёль | Левый фронт             | 819        | 5,77           |            |            |